# Al-Matarijja
Al-Matarijja (arab. المطرية, Al-Maţariyyah) – miasto w północnym Egipcie, w muhafazie Ad-Dakahlijja, w Delcie Nilu, nad brzegiem jeziora Al-Manzila. W 2006 roku liczyło ok. 100,5 tys. mieszkańców. W mieście działają przetwórnie rybne i port rybacki.

## Historia
W 1903 roku miejscowości leżące na dwóch wyspach Al-Ghasna i Al-Ubajin połączono w jedno miasto pod nazwą Al-Matarijja.